# Joseph Acaba
Joseph Michael "Joe" Acaba (Inglewood (Californië), 17 mei 1967) is sinds 2004 NASA-astronaut. 

## Achtergrond
Acaba's ouders, Ralph en Elsie Acabá, kwamen uit Hatillo op Puerto Rico en verhuisden in de jaren 60 naar Californië, eerst naar Inglewood en later naar Anaheim. In zijn jeugd las hij graag, sciencefiction in het bijzonder. Op school behaalde Acaba goede resultaten voor scheikunde en rekenen. Zijn ouders lieten hem vaak naar educatieve films kijken. Vooral een registratie van de maanlanding van Neil Armstrong in 1969 maakte veel indruk op hem. In 1985 slaagde Acaba voor zijn eindexamen op de Esperanza High School in Anaheim.

## Biografie
In 1990 behaalde Acaba zijn bachelor in geologie aan de Universiteit van Californië, Santa Barbara en in 1992 zijn master in de geologie aan de Universiteit van Arizona. Acaba was sergeant in het United States Marine Corps Reserve, waar hij zes jaar diende. Hij werkte ook als hydrogeoloog in Los Angeles, Californië. Acaba bracht twee jaar door in het Peace Corps van de Verenigde Staten en trainde meer dan 300 leraren in de Dominicaanse Republiek in moderne lesmethoden. Daarna diende hij als eilandmanager van het Caribbean Marine Research op Lee Stocking Island in de Exuma's, Bahama's.
Bij zijn terugkeer in de Verenigde Staten verhuisde Acaba naar Florida, waar hij coördinator werd voor de herbegroeiing van de kustlijn in Vero Beach. Hij gaf een jaar wetenschap en wiskunde op de middelbare school en vier jaar aan de Dunnellon Middle School. Hij gaf ook korte tijd les aan de Melbourne High School in  Melbourne, Florida. Bij zijn terugkeer naar Florida in de herfst van 2012, begon Acaba met cursussen aan het College of Education aan de Texas Tech University en behaalde in 2015 een Master of Education.

## Missies
Acaba maakte deel uit van NASA Astronautengroep 19. Deze groep van 11 ruimtevaarders begon hun training in 2004 en had als bijnaam The Peacocks.
Acaba voltooide op 10 februari 2006 zijn training voor de STS-119-vlucht van 15 tot en met 28 maart 2009. In deze expeditie heeft hij onder andere de laatste onderdelen geleverd voor zonnepanelen op de Internationaal ruimtestation (ISS).In september 2017 nam Acaba deel aan zijn derde ruimtevlucht Sojoez MS-06.
Op 9 december 2020 werd Acaba samen met zeventien anderen opgenomen in de eerste groep astronauten voor het Artemisprogramma.
In februari 2023 werd Acaba aangesteld als hoofd van het astronautenbureau van NASA als opvolger van Andrew Feustel.